# Bahouchewsk
Bahouchewsk (en biélorusse : Багушэўск) ou Bogouchevsk (en russe : Богушевск) est une commune urbaine de la voblast de Vitebsk, en Biélorussie. Sa population s'élevait à 2 563 habitants en 2017.

## Géographie
Bahouchewsk est située à 33 km à l'est de Sianno et à 48 km — 70 km par la route — au sud de Vitebsk.

## Histoire
En 1901, une gare est ouverte sur la ligne de chemin de fer Vitebsk - Jlobine, ce qui est le point de départ de l'essor de Bahouchewsk. Une scierie est mise en service en 1915. De 1924 à 1931, Bahouchewsk est le centre administratif d'un raïon, puis à nouveau de 1935 à 1960. En 1938, le village accède au statut de commune urbaine. L'économie de Bahouchewsk repose alors sur la fabrication de meubles, de chaussures et la confection. La ville compte un club avec des groupes d'amateurs, un orchestre à cordes et une troupe dramatique. Le théâtre de Bahouchewsk est fondé en 1929. Il est dirigé par Boris Sorochkine.
Pendant la Seconde Guerre mondiale, Bahouchewsk est occupée par l'Allemagne nazie du 11 juillet 1941 au 25 juin 1944. Dans les premiers jours de la guerre, après les attaques allemandes, la gare ferroviaire de Bahouchewsk et les magasins sont incendiés. D'énormes dommages sont causés à la partie centrale de la ville. Au quatorzième jour de l'occupation, un gibet est dressé par les nazis sur la place centrale. La première victime est P. Voronov, un procureur régional qui n'avait pas été évacué à temps.
En 1960, le raïon de Bahouchewsk est supprimé et rattaché au raïon de Sianno.

## Population
Recensements (*) ou estimations de la population :
| 1923* | 1926* | 1959* | 1970* | 1979* | 1989* | 1999* |
| ----- | ----- | ----- | ----- | ----- | ----- | ----- |
| 847   | 1 177 | 6 839 | 4 661 | 4 895 | 4 590 | 3 700 |

| 2009* | 2012  | 2013  | 2014  | 2015  | 2016  | 2017  |
| ----- | ----- | ----- | ----- | ----- | ----- | ----- |
| 3 133 | 2 861 | 2 785 | 2 730 | 2 675 | 2 598 | 2 563 |

## Personnalité
- Piotr Abrassimov (1912-2009), diplomate soviétique.